# Hyracoidea
Pour les articles homonymes, voir Daman.
Ordre
Synonymes
- Hyracea Haeckel, 1895[1]
- Hyraciformes Kinman, 1994[1]
- Laminungula Gray, 1869[1]
- Lamnungia Van der Hoeven, 1858[1]
- Lamnunguia Illiger, 1811[1]
- Procaviata Imamura, 1961[1]

Famille
Synonymes
- Hyracida Haeckel, 1866[1]
- Hyracidae Gray, 1821[1]
- Procaviinae Whitworth, 1954[1]
- Procavioidea Kalandadze & Rautian, 1992[1]

Genres de rang inférieur
- Procavia
- Heterohyrax
- Dendrohyrax

Les Hyracoïdes (Hyracoidea) sont un ordre de mammifères placentaires du super-ordre des afrothériens. Il ne comprend qu'une famille à l'heure actuelle, les procaviidés, appelé communément les damans. Ils sont les plus proches cousins terrestres des éléphants.

## Description et caractéristiques
Ce sont des plantigrades avec une musculature des coussinets plantaires particulière qui leur permet de faire ventouse. Ils ont quatre doigts à l'avant (plantigrade) et trois à l'arrière (digitigrade), protégés par des sabots sauf un doigt sur les pattes arrière qui présente une griffe. Leur intestin présente un cæcum  développé (herbivore non-ruminant). Sur le dos, ils présentent une zone glandulaire, étroite et nue, entourée de poils érectiles dont ils se servent pour marquer leur territoire.

## Taxonomie et origine

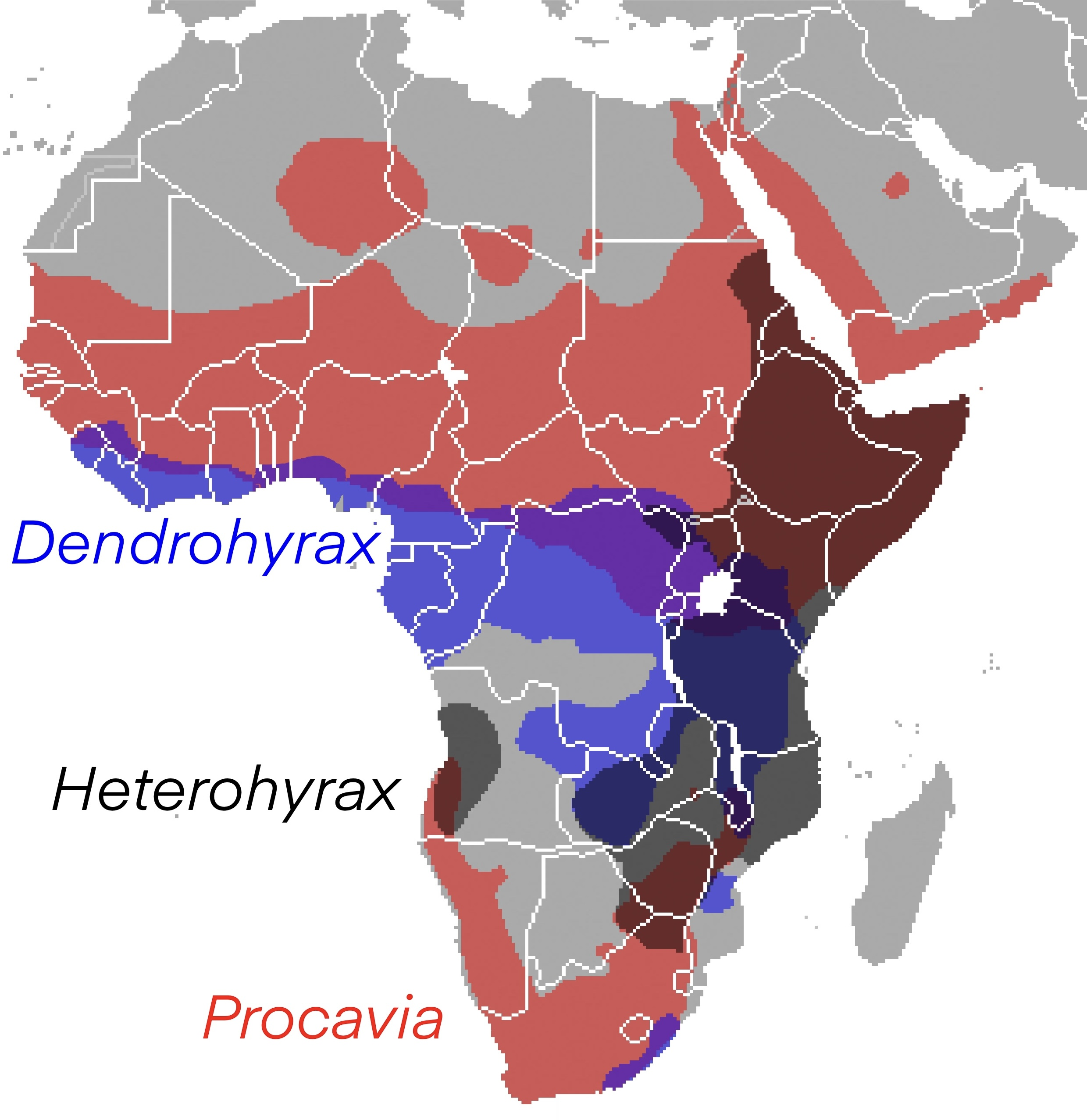
Aire de diffusion des damans.

Les damans sont des mammifères herbivores massifs, un peu plus gros qu'un lièvre mais sans queue et avec un museau pointu, la bouche étant pourvue de petites dents pointues très différentes de celles des rongeurs.
La classification classique rattachait ce groupe aux périssodactyles qui était structuré ainsi :
- Mésaxoniens
  - Equidae
  - Rhinocerotidae
  - Tapiridae
- Hyracoidea

Des études génétiques récentes montrent qu'ils sont plus proches des dugongs et des éléphants que des rhinocéros. Ils forment avec eux (dugongs et éléphants), le taxon des Paenungulata.
```
 ──o 
Paenungulata

   ├──o Hyracoidea
   └──o 
Tethytheria

      ├── 
Proboscidea

      └── 
Sirenia
```

## Classification
- Procaviidé, Procaviidae
  - genre Dendrohyrax Gray, 1868
    - Daman arboricole, Dendrohyrax arboreus
    - Daman des arbres, Dendrohyrax dorsalis
    - Daman résistant, Dendrohyrax validus

  - genre Heterohyrax Gray, 1868
    - Daman du Hoggar, Heterohyrax antineae 
    - Daman de Rhodésie, Heterohyrax brucei
    - Daman des steppes, Heterohyrax syriacus

  - genre Procavia Storr, 1780
    - Daman du Cap, Procavia capensis

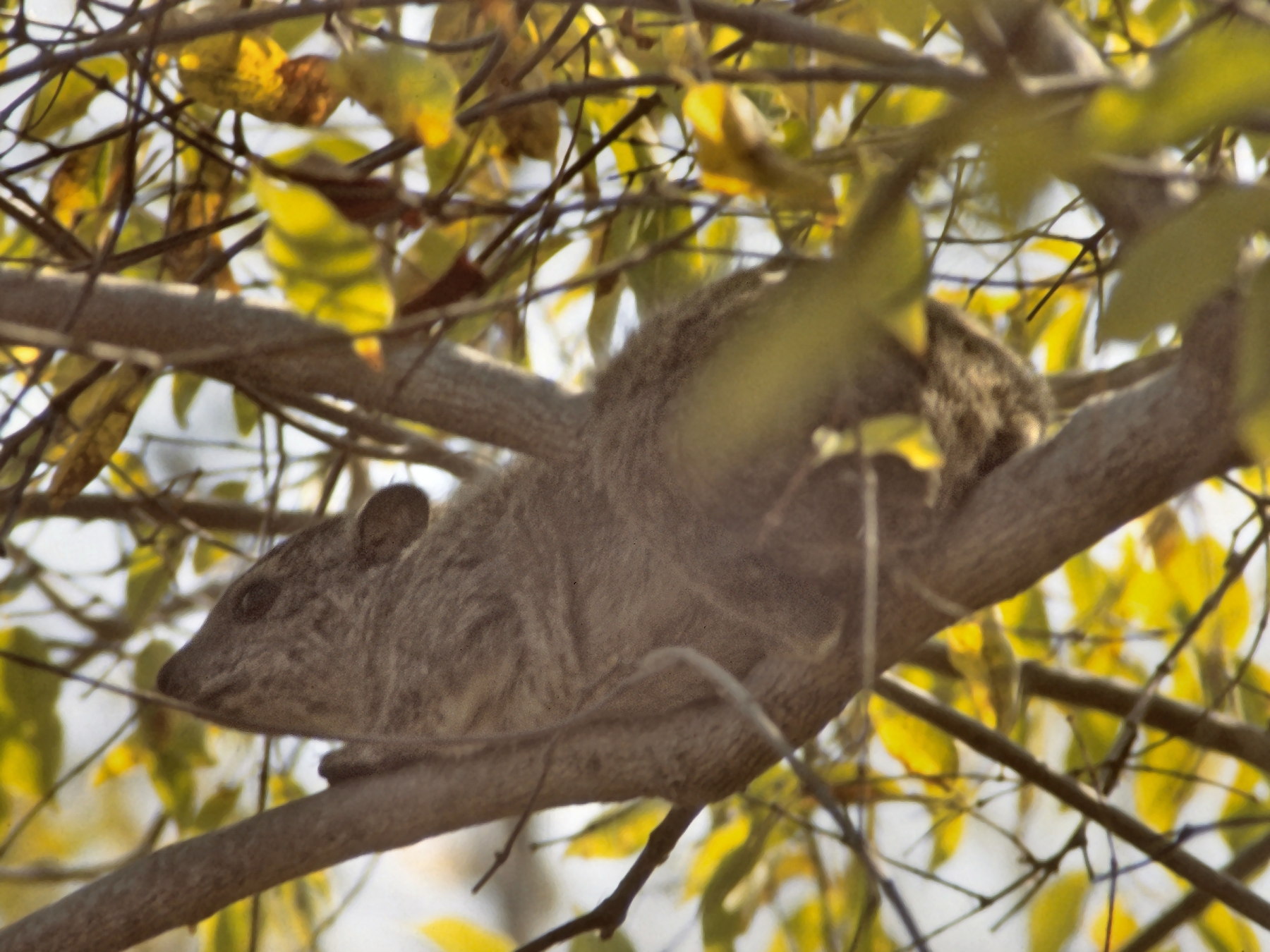
Daman arboricole (Dendrohyrax arboreus)
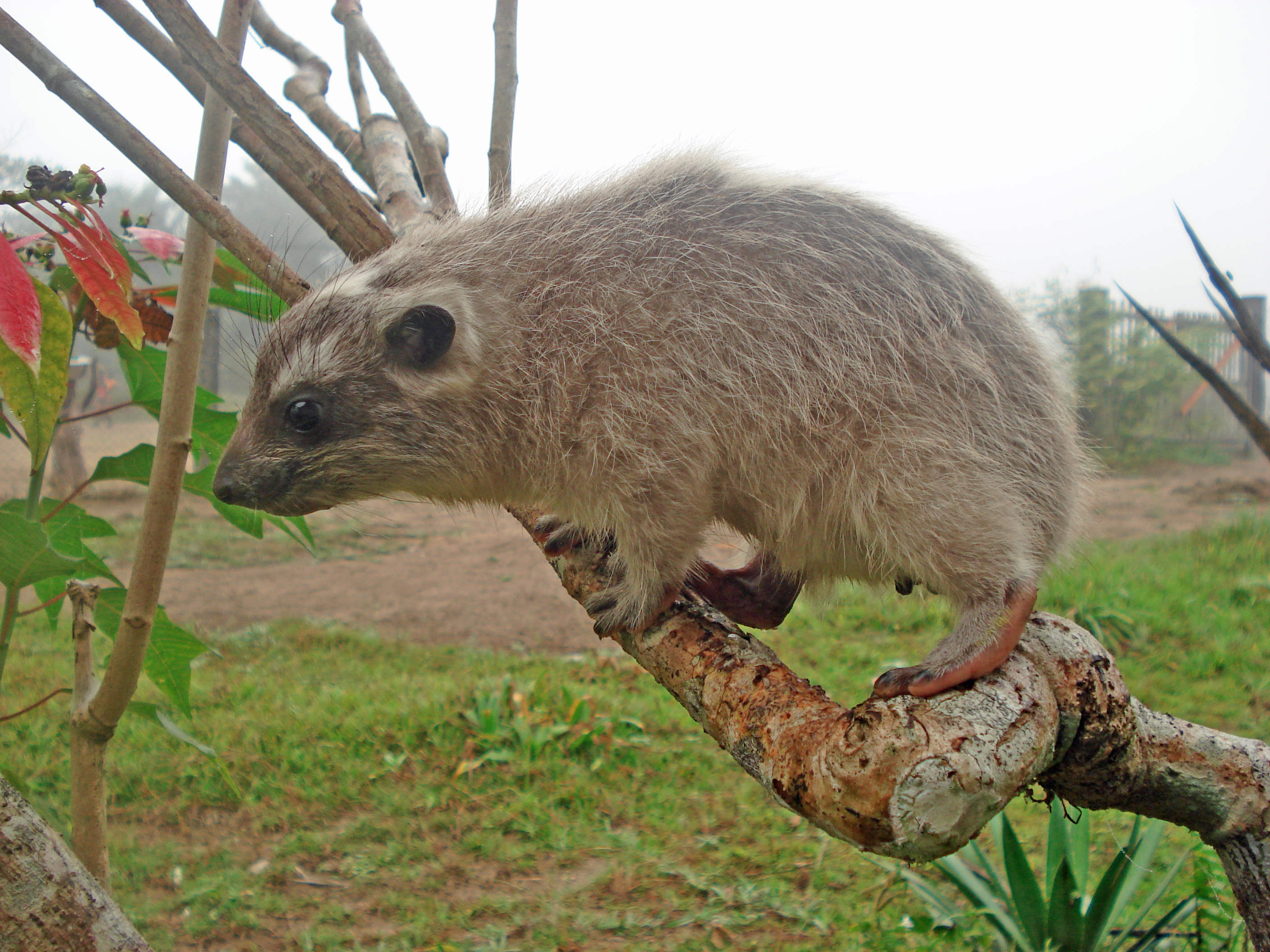
Daman des arbres (Dendrohyrax dorsalis)
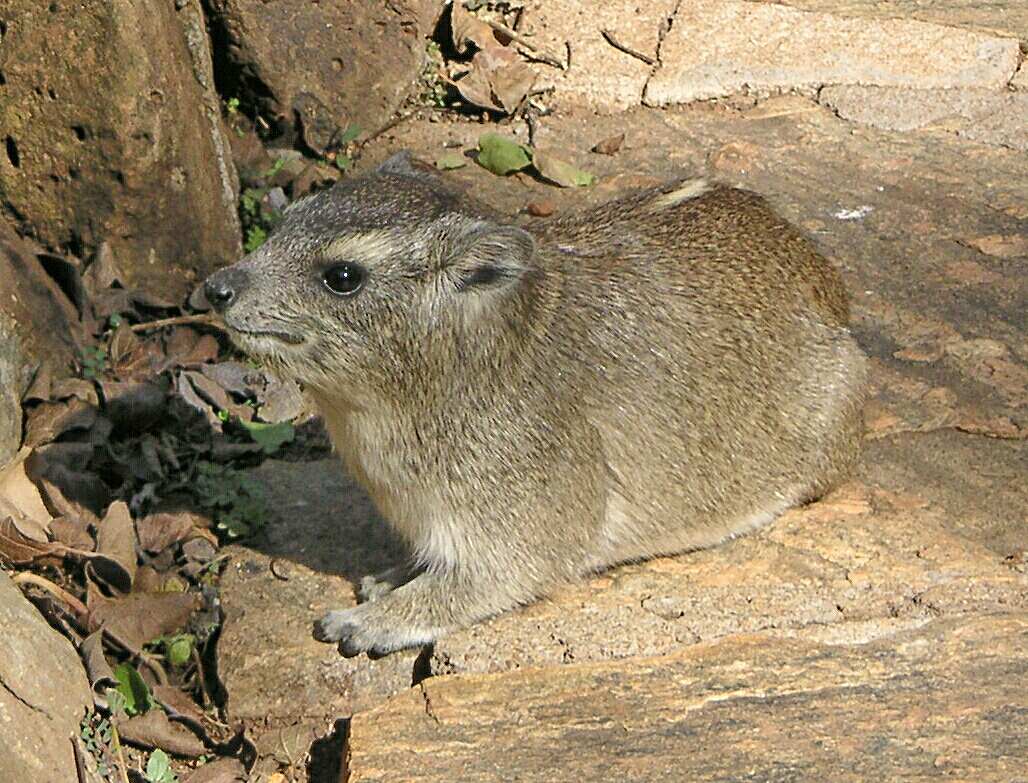
Daman de Rhodésie (Heterohyrax brucei)
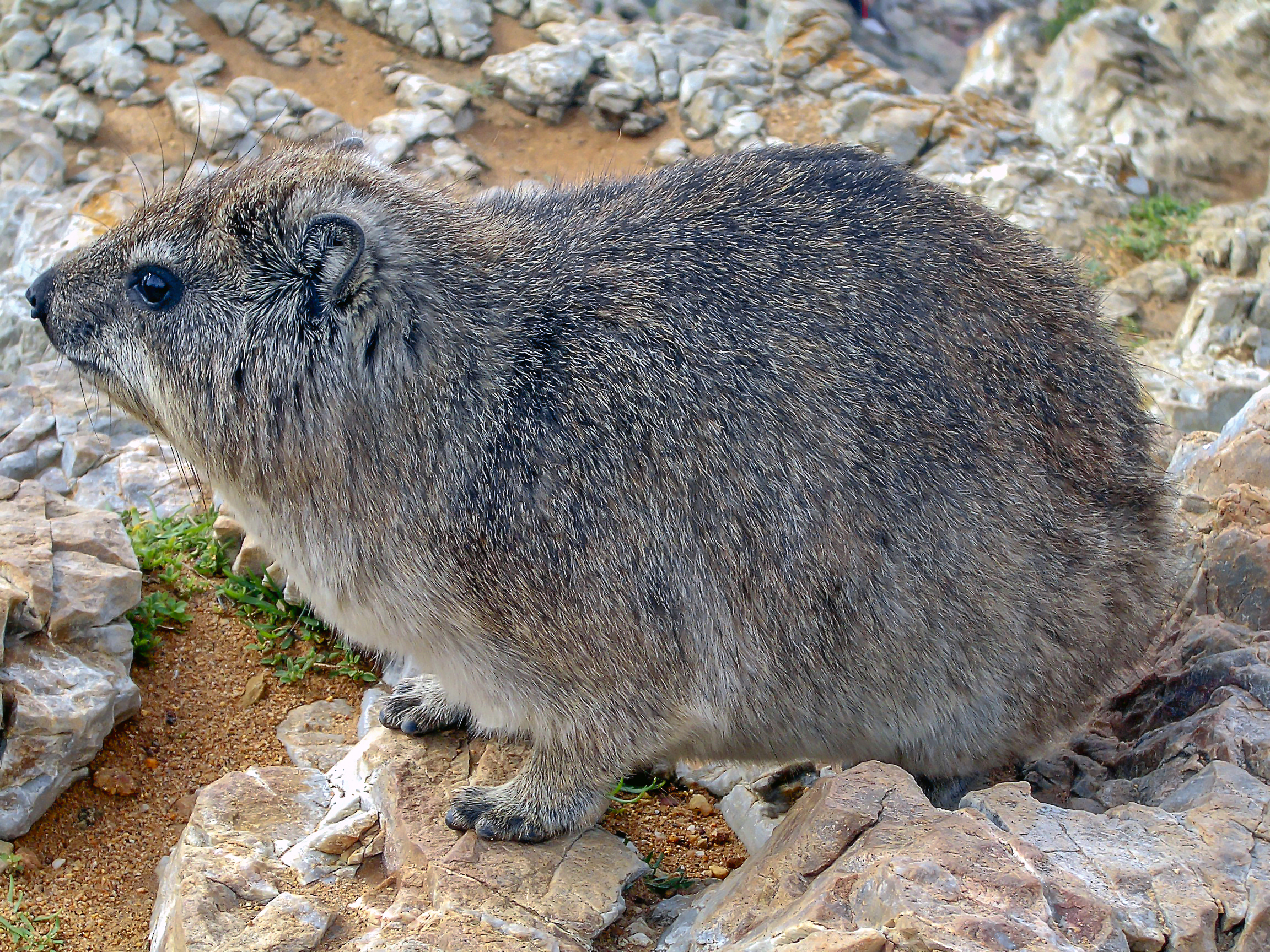
Daman du Cap (Procavia capensis) - Afrique du Sud
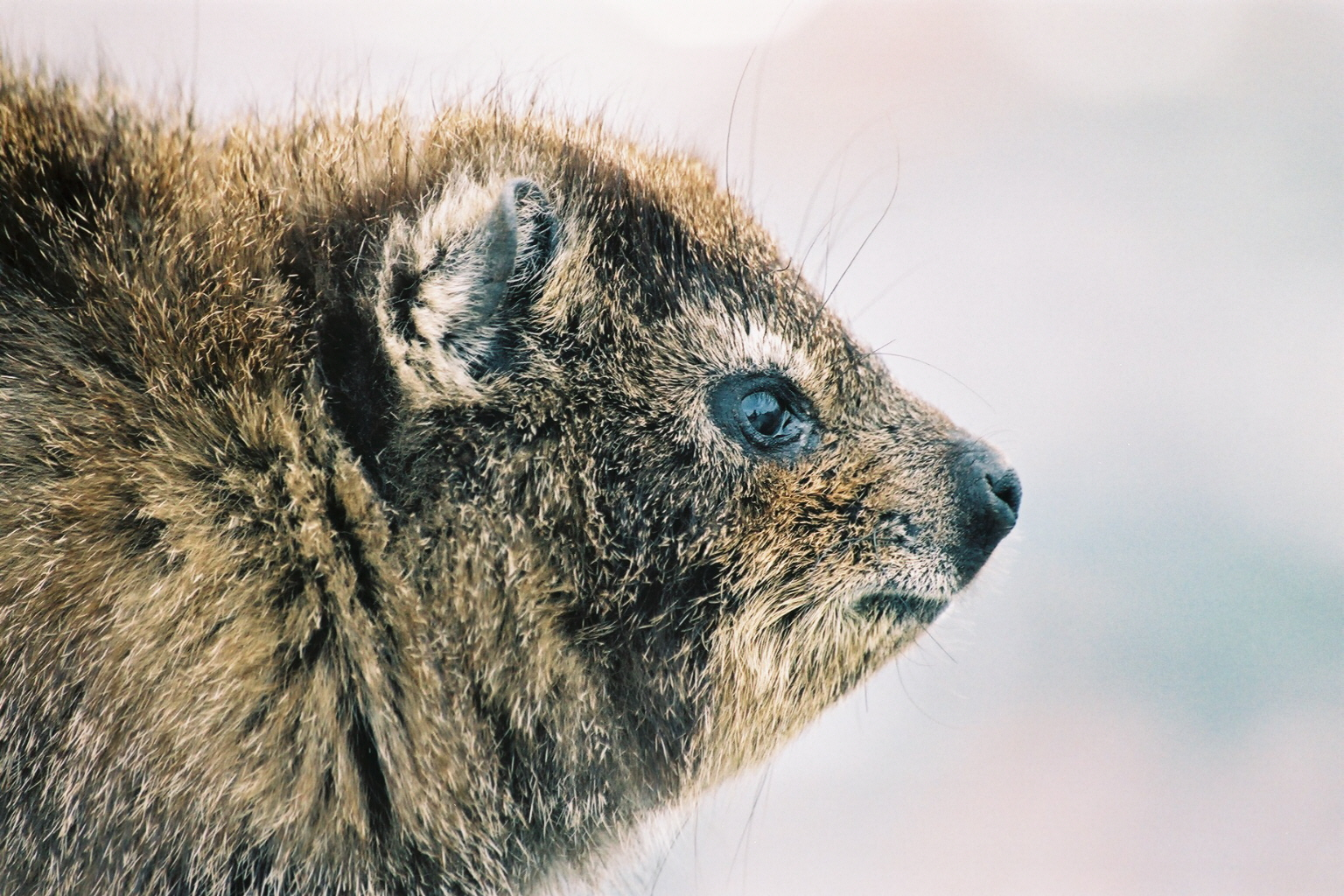
Profil de Daman du Cap - Afrique du Sud

## Religion
Le daman est proscrit à la consommation par la religion juive.
Extrait de l'Ancien Testament à ce sujet :

« 7. Toutefois, parmi les ruminants et parmi les animaux à sabot fourchu et fendu, vous ne pourrez manger ceux-ci : le chameau, le lièvre et le daman, qui ruminent mais n'ont pas le sabot fourchu ; vous les tiendrez pour impurs. 8. Ni le porc, qui a bien le sabot fourchu et fendu mais qui ne rumine pas : vous le tiendrez pour impur. Vous ne mangerez pas de leur chair et ne toucherez pas à leurs cadavres. »

— Deutéronome, XIV, 7-8.
Le daman est qualifié de ruminant car il mastique de 25 à 50 minutes par jour, le plus souvent durant la nuit. De même pour les lièvres et lapins dont la longue mastication et la cæcotrophie ne sont pas sans rappeler une forme de rumination.